# Tromsdalen

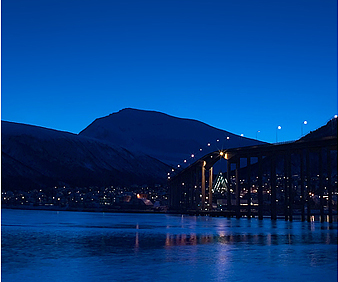
Tromsdalen látképe

Tromsdalen (észak-számi nyelven:Romssavággi or Sálašvággi) völgy Tromsø városában, Troms megye területén, Norvégia északnyugati részén. A völgy a Tromsøysundet-szoros partján fekszik, keletre a város központjától. 
A 2001-es népszámlálás adatai alapján a területen 4589 fős lakosság él. Tromsøya szigetével a Tromsø-híd köti össze. Az E8-as európai főútvonal vezet át a terület északi részén. A területen a Tromselva-folyó folyik keresztül.
Tromsdalen népszerű látnivalói közé tartozik a Sarki Katedrális és a Fjellheisen felvonó, mely 420 méternyi emelkedés után a közeli hegy tetejére visz, ahonnan páratlan a kilátás. A Tromsdalestinden-hegy Tromsdalen keleti végében található és 1238 méteres tengerszint feletti magasságot ér el. A hegy könnyedén megmászható hegymászó felszerelés nélkül is, mivel enyhén lankás lejtői vannak.

## Fordítás
Ez a szócikk részben vagy egészben  a   Tromsdalen című angol Wikipédia-szócikk ezen változatának fordításán alapul.  Az eredeti cikk szerkesztőit annak laptörténete sorolja fel. Ez a jelzés csupán a megfogalmazás eredetét és a szerzői jogokat jelzi, nem szolgál a cikkben szereplő információk forrásmegjelöléseként.